# Synertek
Synertek, Inc. était une entreprise manufacturière américaine de semi-conducteurs fondée en 1973.
Le groupe fondateur initial était composé de Bob Schreiner (transfuge de Fairchild), Dan Floyd, Zvi Grinfas, Jack Balletto et Gunnar Wetlesen. La technique de fabrication était MOS/Large Scale Integration. Les produits initiaux comprenaient des dispositifs conçus sur mesure, ainsi qu'une gamme de produits standard (Static Random Access Memory, ROM, registres à décalage dynamiques et statiques) et ensuite, quelque temps avant 1979, des versions de seconde main du microprocesseur 8 bits 6502 de MOS Technology, ainsi que du processeur 2650 de Philips/Signetics et du microcomputer Zilog Z8 (qui ont eu moins de succès). En 1982, Synertek est devenu le second fournisseur du microprocesseur DCT11 de Digital Equipment Corporation.
Les principaux clients étaient Atari (pour sa gamme de jeux vidéo, leur plus gros client à un moment donné) et Apple (pour ses ordinateurs Apple II et Apple III). Dans les jours qui ont précédé la West Coast Computer Faire de 1977, Steve Wozniak a choisi d'utiliser une puce ROM Synertek pour l'Apple II, qui a été révélée lors de l'événement, après qu'une puce d'American Microsystems, Inc. ne soit pas arrivée à temps.
Synertek a acquis Microcomputer Associates, Incorporated, composée des ingénieurs Manny Lemas et Ray Holt, après quoi elle a été rebaptisée Synertek Systems, Inc. et établie en tant que filiale. En 1978, Synertek Systems a sorti un kit d'évaluation/ordinateur à carte unique basé sur le 6502 appelé SYM-1, un dérivé du KIM-1 de MOS Technology/Commodore Semiconductor Group.
L'usine de fabrication de semi-conducteurs de Synertek à Santa Clara, en Californie, a fonctionné de 1974 à 1985. Quelque temps après 1979, Synertek a été rachetée par Honeywell qui en a fait une filiale. Plus tard, vers 1983, la construction d'une autre usine de fabrication à Santa Cruz, en Californie, a commencé. La pollution du site de l'usine Synertek a fait l'objet de l'attention du Superfund,. Lorsque les conditions du marché se sont détériorées, principalement en raison du ralentissement des activités d'Atari, les travaux ont été interrompus dans l'usine de Santa Cruz, qui a ensuite été vendue. Honeywell a arrêté les activités de Synertek en 1985 et les actifs ont été vendus.